# Xin hai ge ming
Xin hai ge ming (bra 1911 - A Revolução, ou simplesmente 1911) é um filme sino-honconguês de 2011, dos gêneros drama histórico, ação e guerra, dirigido por Jackie Chan e Zhang Li.

O filme é um tributo ao 100.º aniversário de Revolução Xinhai e também o 100.º filme da carreira de Jackie Chan. Além de interpretar o papel principal, Jackie é também produtor e diretor do filme. No elenco principal está também o filho de Jackie Chan, Jaycee Chan, Li Bingbing, Winston Chao, Joan Chen e Hu Ge. 
Xin hai ge ming foi selecionado para abertura da 24ª Tokyo International Film Festival.

## Elenco
- Jackie Chan ....... Huang Xing
- Winston Chao ....... Sun Yat-sen
- Li Bingbing ....... Xu Zonghan
- Sun Chun ....... Yuan Shikai
- Jaycee Chan ....... Zhang Zhenwu
- Hu Ge ....... Lin Juemin
- Yu Shaoqun ....... Wang Jingwei
- Joan Chen ....... Imperatriz Longyu
- Huang Zhizhong ....... Situ Meitang
- Jiang Wu ....... Li Yuanhong
- Ning Jing ....... Qiu Jin
- Jiang Wenli ....... Soong Ching-ling
- Mei Ting ....... Chen Yiying
- Xing Jiadong ....... Song Jiaoren
- Wei Zongwan ....... Yikuang
- Hu Ming ....... Liao Zhongkai
- Iva Law ....... Consort Jin
- Huo Qing ....... Tan Renfeng
- Qi Dao ....... Wu Zhaolin
- Dennis To ....... Xiong Bingkun
- Tao Zeru ....... Tang Weiyong
- Wang Ziwen ....... Tang Manrou
- Ye Daying ....... Wu Tingfang
- Chen Yiheng ....... Xu Shichang
- Duobujie ....... Feng Guozhang
- Zhang Zhijian ....... Lin Sen
- Xie Gang ....... Tang Shaoyi
- Liu Zitian ....... Hu Hanmin
- Sun Jingji ....... Yu Peilun
- Michael ....... Homer Lea
- Gao Bin ....... Cai Yuanpei
- Wang Wang ....... Chen Qimei
- Zhao Yaodong ....... Zhang Taiyan
- Jia Hongwei ....... Jiang Yiwu
- Su Hanye ....... Puyi
- Nan Kai ....... Yu Zhaolong
- Tong Jun ....... Xiaodezhang
- Simon Dutton ....... John Newell Jordan
- He Xiang ....... Fang Shengdong
- Lan Haoyu ....... Lin Shishuang
- Xu Ning ....... Chen Gengxin
- He Qiang ....... Ju Zheng
- Ma Yan ....... Liu Cheng'en
- Wang Ya'nan ....... Yuan Keding